# Jurićev Kal
Jurićev Kal is een plaats in de gemeente Barban in de Kroatische provincie Istrië. De plaats telt 71 inwoners (2001).